# Mincovní regál

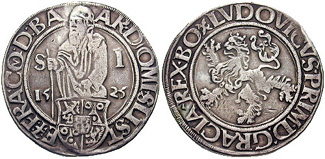
Jáchymovský tolar z roku 1525, ražený Štěpánem Šlikem z moci mincovního práva uděleného králem Ludvíkem I. Jagellonským

Mincovní právo, neboli mincovní regál, (německy Münzregal ) bylo výhradní právo razit mince.

## Charakter
Mincovní právo náleželo obvykle pouze panovníkovi, patřilo tedy k regálům a zahrnovalo i právo kontroly nad jakostí mince, řízení oběhu mincí, zákaz vývozu domácích mincí a zákaz či omezování dovozu mincí cizích. Panovníci vydávali mincovní řády, kterými se práva upravovalo. Mincovní regál spravoval královský mincmistr, který současně dohlížel i na horní regál.

## Dějiny
Do konce 12. století v českém státě nerazil mince jen panovník, takže se mincovní regál v pravém slova smyslu formoval až od 13. století. Původně se mince pokládala za panovníkův majetek a zdroj jeho příjmů. Proto panovník stanovoval jeho hodnotu.
Později mince přestávala být majetkem panovníka a stala se majetkem státu. Na stát přešlo i právo mince razit.
Některé osoby a města si podle svých privilegií razila vlastní mince většinou z ekonomických důvodů. Počátky numizmatiky, přesněji řečeno peněžní oběh, byl zkoumán již v antice, v 16. století se jí zabýval také například Mikuláš Koperník.